# La Main des ténèbres
Pour plus de détails, voir Fiche technique et Distribution.
La Main des ténèbres (Netherworld) est un film américain réalisé par David Schmoeller, sorti en 1992.

## Synopsis
Corey Thornton se rend en Louisiane dans la maison de son père. Son enquête autour de la mort de celui-ci le mène dans un bar aussi sordide qu'inquiétant.

## Fiche technique
- Titre français : La Main des ténèbres
- Titre original : Netherworld
- Réalisation : David Schmoeller
- Scénario : David Schmoeller (crédité comme Billy Chicago)
- Musique : David Bryan
- Photographie : Adolfo Bartoli
- Montage : Andy Horvitch & Carol Oblath
- Production : Ty Bradford
- Société de production et de distribution : Full Moon Entertainment
- Pays :  États-Unis
- Langue : Anglais
- Format : Couleur - Ultra Stéréo - 35 mm
- Genre : Fantastique
- Durée : 85 min

## Distribution
- Michael Bendetti (VF : Thierry Wermuth) : Corey Thornton
- Denise Gentile : Delores
- Holly Floria : Diane Palmer
- Anjanette Comer : Mme Palmer
- Robert Sampson : Noah Thornton
- Alex Datcher : Marie Madeleine
- Robert Burr (VF : Bernard Woringer) : Beauregard Yates
- George Kelly (VF : Claude Joseph) : Bijou
- Holly Butler : Marilyn Monroe
- Mark Kemble : Barbusoir
- Michael Lowry (VF : Patrick Borg) : Stemsy
- David Schmoeller : Billy C.